# عمر السنين
عمر السنين لاعب كرة قدم سعودي ، يلعب في الظهير الأيمن يلعب.

## مسيرة اللاعب
لعب سابقاً في نادي الاتفاق ونادي الكوكب ونادي الساحل.

## روابط خارجية
- عمر السنين على موقع Soccerway.com (الإنجليزية)